# 密刺沙拐枣
密刺沙拐枣（学名：Calligonum densum）是蓼科沙拐枣属的植物。分布于哈萨克斯坦、土库曼斯坦以及中国大陆的新疆等地，生长于海拔640米的地区，见于半固定沙丘，目前尚未由人工引种栽培。